# Lê Mã Lương
Lê Mã Lương (sinh năm 1950) là thiếu tướng của Quân đội nhân dân Việt Nam, hàm Thiếu tướng, nguyên Giám đốc Bảo tàng Lịch sử Quân sự Việt Nam, Anh hùng Lực lượng vũ trang nhân dân.
Tháng 10 năm 2019, ông phát ngôn chỉ trích Bộ Ngoại giao Việt Nam về chậm phản ứng trong vụ Bãi Tư Chính và chê bai các tướng lĩnh đương chức trong Bộ Quốc phòng và gây ra tranh cãi trên báo chí và mạng xã hội.

## Tiểu sử
Thiếu tướng Lê Mã Lương sinh ra ở Trung Thành, Nông Cống, Thanh Hóa trong một gia đình liệt sĩ, bố đã hy sinh trong trận chiến Điện Biên Phủ.
Ông tình nguyện đi bộ đội lúc 17 tuổi, sẵn sàng từ chối ước mơ vào giảng đường Đại học Tổng hợp Hà Nội và giấy báo du học nước ngoài để lên đường vào Nam đánh Mỹ, 18 tuổi lần đầu tiên Lương bị thương rất nặng, hỏng một mắt, nhưng vẫn tiếp tục tham gia chiến đấu. Tháng 7 năm 1968, ông được gặp chủ tịch Hồ Chí Minh tại Quân y viện 108. Rồi từ 1969 đến năm 1974, Lê Mã Lương xin tái ngũ và đã tham gia nhiều chiến dịch ác liệt ở đường 9 Nam Lào, Lao Bảo, Cửa Việt, Quảng Nam, Đà Nẵng… Qua 14 trận đánh lớn, Lương đã cùng đồng đội lập được nhiều chiến công, tiêu diệt 53 binh sĩ đối phương, bắn cháy 1 xe tăng, máy bay, trực thăng HU-1A của địch. Do những chiến hiển hách trên, ngày 20/9/1971, Lê Mã Lương được tuyên dương Anh hùng quân đội khi mới 21 tuổi đời và 3 tuổi quân, câu nói nổi tiếng nhất của ông là: "Cuộc đời đẹp nhất là trên trận tuyến đánh quân thù!". Sau này Lê Mã Lương còn 2 lần bị thương nữa, đó là năm 1971 ở đường 9 Nam Lào, và năm 1975 gần bước vào cửa ngõ của Sài Gòn ngay khu vực căn cứ Nước Trong".
Sau khi đất nước thống nhất năm 1975, Lê Mã Lương còn tham gia chiến đấu chống nhóm kháng chiến dân tộc thiểu số FULRO tại Tây Nguyên, chiến tranh biên giới Việt-Trung 1979. Sau đó, ông theo học khoa Sử, ĐH Tổng hợp Hà Nội, bảo vệ thành công luận án Tiến sĩ, rồi được bổ nhiệm làm Giám đốc Bảo tàng Lịch sử quân sự Việt Nam cho đến lúc nghỉ hưu. Năm 2007, ông được Nhà nước phong hàm Thiếu tướng. Trong bài thơ Gửi miền Nam của Tố Hữu có câu: "Đẹp biết mấy bài ca ra trận - Mỗi chàng trai, một Lê Mã Lương" .

## Đời sống cá nhân
Năm 1971, ông là chính trị viên đại đội được ra Bắc học tại Học viện Chính trị rồi quen một cô giáo dạy cấp 2 người Hà Nội là Lê Thị Bích Đào. Hai người lấy nhau năm 1974. Cô con gái đầu sinh năm 1975, hiện đang sinh sống tại CHLB Đức cùng chồng và hai con gái. Cô con gái thứ hai hiện là họa sĩ trong quân đội. Còn cậu con trai út sinh năm 1986, hiện đang học cao học ngành tài chính kế toán bên Anh.

## Phát ngôn 2019
Ngày 6 tháng 10 năm 2019, tại Tọa đàm khoa học "Vùng biển Bãi Tư Chính và Luật pháp quốc tế", ông Lê Mã Lương nêu ý kiến: "Dự buổi hội thảo này có các anh ở Bộ ngoại giao, Ban đối ngoại Trung ương, tôi muốn hỏi các anh chính phủ có kiện Trung Quốc ra tòa quốc tế hay không. Đây là câu chuyện của toàn dân Việt Nam. Giữ được Bãi Tư Chính là giữ được các đảo khác của Việt Nam, nếu chúng ta để mất thì Việt Nam sẽ không còn đảo nào." Ông cho rằng Bộ trưởng Bộ Quốc phòng Ngô Xuân Lịch "không biết đọc bản đồ", "không ra thực địa", và các tướng lĩnh quân đội "chỉ có mỗi mặt mạnh, đó là có rất nhiều tiền".
Ngày 15 tháng 10 năm 2019, Thượng tướng Nguyễn Văn Được khẳng định đây là những tin gây nhiễu, bịa đặt kích động, tạo sự nghi ngờ với Đảng, Nhà nước trong nỗ lực giải quyết tranh chấp trên Biển Đông. "Đó là những phát biểu vô tổ chức! Họ không phải hội viên Hội CCB Việt Nam. Vì là hội viên, được đứng trong tổ chức, họ sẽ không có những phát ngôn, luận điểm đi ngược với đường lối, chủ trương của Đảng và Nhà nước. "Đừng vỗ ngực - tôi là "công thần", muốn nói sao thì nói".